# Companhia União Fabril

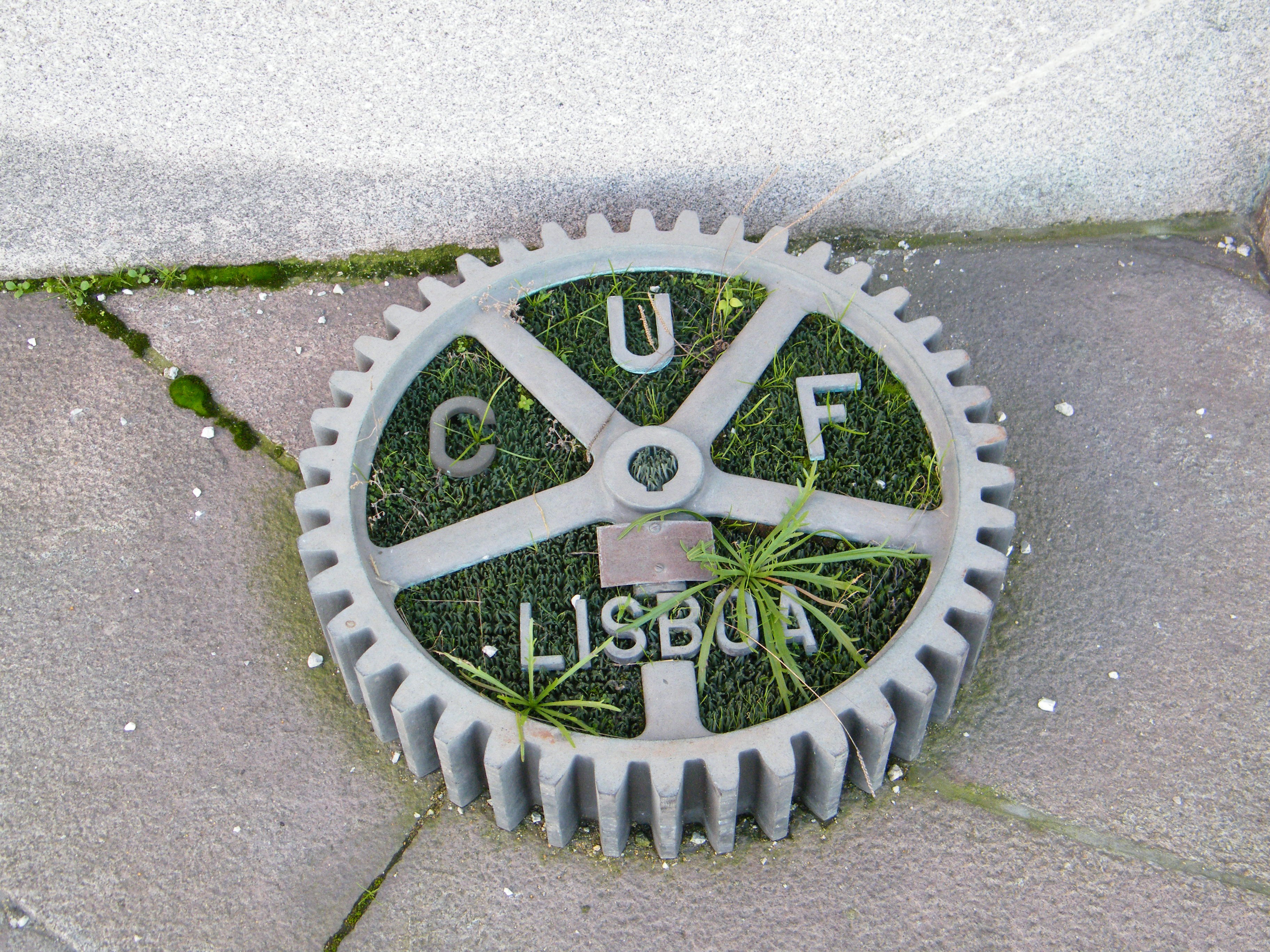
Padrão do Centenário da CUF

A Companhia União Fabril (CUF) foi uma importante empresa portuguesa do sector químico, fundada pelo empresário Alfredo da Silva.
Em meados da década de 1960, a CUF era o maior grupo industrial da Península Ibérica e o 5.º maior conglomerado químico da Europa. Em 1975, a CUF é nacionalizada e em 1977 passa a designar-se por Quimigal, sendo, no final da década de 1980, sujeita progressivamente a um processo de desindustrialização.
Em 1916 o complexo industrial do Barreiro da CUF tinha cerca de 2 000 trabalhadores, em 1940 cerca de 6 000 trabalhadores, em 1965 cerca de 12 000 trabalhadores e no final dos anos de 1960 cerca de 20 000 trabalhadores.

## História
A origem do Grupo CUF remonta a 1865, data em que lhe foi concedido o Alvará de Licenciamento para a produção de sabões, produção de estearina (velas de estearina) e óleos vegetais. A CUF realiza elevados investimentos na indústria dos adubos.
As fábricas do Barreiro iniciaram a sua produção em 1908, com uma unidade de extracção de azoto.
A 5 de Outubro de 1932 a Associação dos Bombeiros Voluntários da Companhia União Fabril foi feita Oficial da Ordem de Benemerência.
Na década de 1930, a CUF tem fábricas em Lisboa, Barreiro, Alferrarede, Soure, Canas de Senhorim e Mirandela e emprega, então, 16 000 pessoas.
Detinha ainda um clube desportivo, o Clube União Fabril, fundado em 1937, que competia nas principais divisões nacionais, incluindo o mais alto patamar do futebol português, e levava o nome da empresa a todo o país.
Algumas datas importantes na longa história desta empresa no decorrer dos anos da década de 1940 a 1960 incluem: 
- 1948, fundação da União Fabril do Azoto (UFA).
- 1949, inauguração da colónia de férias da CUF, em Almoçageme, Sintra.
- 1965, fábricas de sulfato de sódio Zinebe no Lavradio, Barreiro.

A Companhia União Fabril tornou-se então num gigantesco conglomerado empresarial, com forte presença na indústria ligeira e na indústria pesada, banca e seguros, bem como noutros serviços, de tal modo diversificado que era comparável aos tradicionais zaibatsu e chaebol Japoneses e Coreanos.

### A CUF em 1974
No início de 1974, antes da Revolução dos Cravos a 25 de Abril desse ano e sua posterior nacionalização, a CUF era um conglomerado que detinha as seguintes empresas:

#### Banca e investimentos financeiros
- Banco Totta & Açores (1970)
- Banco Totta – Standart de Angola (1966)
- Banco Standart Totta de Moçambique (1966)
- SOGESTIL – Sociedade de Gestão de Títulos
- SOGEFI – Sociedade de Gestão e Financiamento (1964)
- Sociedade Geral
- International Factors Portugal (1965)
- COBRIMPE – Cobranças, Organização e Assistência a Empresas (1972)

#### Indústria de construção
- EMACO – Empresa de Gestão e Construções (1964)
- REALIMO – Estudos e Realizações Imobiliárias (1969)
- FUNDUS – Administração e Participações Financeiras
- SAEMA – Empreendimentos Financeiros e Comerciais (1964)
- IMOBUR

#### Seguros e resseguros
- Companhias de Seguros Império – Sagres – Universal

#### Engenharia, organização e consulta
- ENI – Electricidade Naval e Industrial (1969)
- FRINIL – Frio Naval e Industrial (1971)
- Empresa Geral de Fomento, planeamento e coordenação de empresas (1947)
- NORMA – Sociedade de Estudos para o Desenvolvimento de Empresas (1963)
- PENTA – Publicidade (1970)
- PROFABRIL – Centro de Projectos (ex. centro de projectos C.U.F.)

#### Sector químico
- Interacid, Inc. (1971)
- Companhia Portuguesa do Cobre (1943)
- U.F.A. – União Fabril do Azoto (1948)
- Lusofane (1962)
- PREVINIL – Empresa Preparadora de Compostos Vinílicos (1969)
- Microfabril – Sociedade Industrial de Bioquímica (1961)
- VECOM – Sociedade de Limpezas Químicas e Protecções Especiais (1969)

#### Sector têxtil
- PROTEXTIL – promoção da indústria têxtil (1963)
- SITENOR – Sociedade de Indústrias Têxteis do Norte (1962)
- IPETEX – Sociedade de Indústrias Pesadas Têxteis (1965)
- CICOMO – Companhia Industrial de Cordoarias de Moçambique (1966)
- Companhia Têxtil do Punguè (1959)
- SIGA – Sociedade Industrial de Grossarias de Angola (1951)
- FISIPE – Fibras Sintéticas de Portugal (1973)

#### Sector de higiene e alimentação
- COMPAL – Companhia de Conservas Alimentares (adquirida em 1963)
- UNICLAR – Internacional de Cosmética (1971)
- UNISOL – Sociedade de Distribuição e Exportação (1967)
- SONADEL – Sociedade Nacional de Detergentes (1956)
- FLORAL – Sociedade de Perfumaria e Produtos Químicos (1937)
- INDUVE – Industrias Angolanas de Óleos Vegetais (1957)
- PROALIMENTAR – Companhia de Produtos Alimentares do Centro (1968)
- SICEL – Sociedade Industrial de Cereais (1963)
- SOVENA – Sociedade Vendedora de Glicerinas (1956)
- SOVENCOR – Sociedade Distribuidora de Óleos e Sabões nos Açores (1964)
- SAPOMAR – Sociedade Madeirense de Sabões (1966)
- SUPA – Companhia Portuguesa de Supermercados: Pão de Açúcar (1969)
- GERTAL – Companhia Geral de Restaurantes e Alimentação (1973)
- Restaurantes: Alvalade, Varanda do Chanceler, e Alfredo´s (Alvor)

#### Sector metalomecânico
- MOMPOR – Companhia Portuguesa de Montagens Industriais (1972)
- EQUIMETAL – Empresa Fabril de Equipamentos Metálicos (1973)
- FERUNI – Sociedade de Fundição (1969)

#### Sector eléctrico
- JOMAR – cabos eléctricos e telefónicos (adquirida em 1972)
- EFACEC – Empresa Fabril de Máquinas Eléctricas (1948)

#### Industrias petroquímicas
- PETROSUL – Sociedade Portuguesa de Refinação de Petróleos (em associação com a SONAP) 1972
- Companhia Nacional de Petroquímica (1972)
- Sociedade Portuguesa de Petroquímica (em associação com a SACOR) 1957

#### Minas
- Sociedade Mineira de Santiago (1966)
- ECA – Empresa do Cobre de Angola (1944)
- Pirites Alentejanas (1973)

#### Indústria do papel
- Celuloses do Guadiana (1956)
- CELBI – Celulose Beira Industrial (em associação com a Billerud) 1967

#### Tabaco
- A TABAQUEIRA (1927)

#### Estaleiros navais
- Lisnave– Estaleiros Navais de Lisboa (1961)
- NAVALIS– Sociedade de Construção e Reparação Naval (1957)
- REPROPEL – Sociedade de Reparação de Hélices Lda. (1971)
- GASLIMPO – Sociedade de Gasgasificação de Navios (1967)
- SETENAVE – Estaleiros Navais de Setúbal (1971)
- Estaleiros Navais de Viana do Castelo (1945)
- PROMARINHA – Gabinete de Estudos e Projectos (1969)
- H. Parry & Son

#### Navegação
- Companhia Nacional de Navegação (1956)
- Companhia Moçambicana de Navegação (1971)
- Empresa Africana de Cargas e Descargas (1970)
- NAVANG – Companhia de Navegação Angola (1970)
- NAVETUR – Agências de Turismo e Transportes de Angola (1971)
- NAVETUR – Agências de Turismo e Transportes de Moçambique (1969)
- NAVEMAR – Agência de Navegação Marítima e Aérea (1970)
- NORTEMAR - Agência Marítima do Norte Lda. (1971)
- SAMAR – Sociedade de Agências Marítimas (1970)
- SOCARMAR – Sociedade de Cargas e Descargas Marítimas (1969)
- SONATRA – Sociedade Nacional de Tráfego (1953)
- SOPONATA – Sociedade Portuguesa de Navios-Tanques (1947)
- Suprema Compañía Naviera S.A. (Panamá)
- TRANSFRIO – Sociedade Marítima de Transportes Frigoríficos (1964)
- TRANSNAVI – Sociedade Portuguesa de Navios Cisternas (1967)
- TRANSMINEIRA (1970)

#### Hotelaria e turismo
- HOTAL – Sociedade de Indústria Hoteleira do Sul de Portugal (1962)
- SALVOR – Sociedade de Investimento Hoteleiro (1963)

#### Aluguer de veículos
- EUROCAR – Companhia Nacional de Aluguer de Automóveis (1965)
- SARMENTAUTO - Automóveis de Turismo, Lda. (adquirida em 1973)

#### Empresas diversas
- Companhia Animatógrafica dos Restauradores, (Cinema Éden) 1941
- ISU – Estabelecimentos de Saúde e Assistência (1971)
- INTERCUF - Brasil (1973)
- UNIFA – União Fabril Farmacêutica (1951)
- TINCO – Sociedade Fabril de Tintas de Construção (em associação com a ICI) 1958
- Editora Arcádia, publicação de livro (1957)
- Blanchard Portuguesa (1974)
- DCI - Desenvolvimento e Comércio Internacional (1974)
- Companhia da Ilha do Príncipe
- Empresa António Silva Gouvêa
- SOCAJÚ
- COMFABRIL – Companhia Fabril e Comercial do Ultramar
- CPIN – Companhia Portuguesa de Industrias Nucleares (parceria com várias empresas)

### Depois do 25 de Abril de 1974

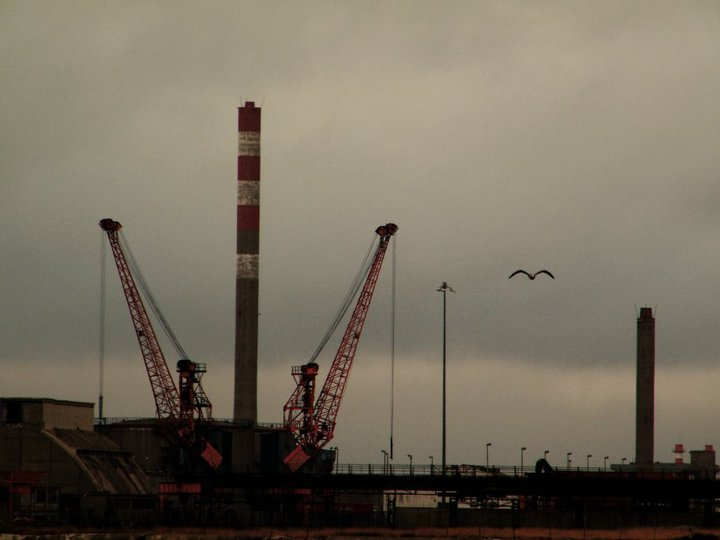
Unidade fabril

Após a sua nacionalização por ordem dos governos que se seguiram à revolução do 25 de Abril de 1974, a CUF ficou desmembrada e enfraquecida. Muitos profissionais especializados, equipas de gestão e outros quadros superiores viram-se obrigados a abandonar o país, incluindo elementos da família fundadora da empresa.
Após um longo processo, elementos da família Mello conseguiram reerguer o grupo, que apesar de ter um peso considerável na economia portuguesa actual, está longe da grandiosidade do passado. Surgiu o Grupo José de Mello, e a CUF passou a ser a marca de saúde do grupo, desenvolvendo a sua atividade através de 20 hospitais e clínicas da rede CUF.

## Empresas relacionadas
- Tabaqueira
- Sociedade Geral de Indústria Comércio e Transportes
- Soponata